# عبد الرحمن الهيلة
عبد الرحمن الهيلة ولد عام 1933 بحي الحلفاوين بتونس العاصمة، وتوفي عام 2001. من أشهر المحامين التونسيين.

## تكوينه
درس تعليمه الابتدائي بمدرسة الحلفاوين ثم التحق بجامع الزيتونة حيث أحرز على شهاداتها وآخرها شهادة العالمية عام 1955. عمل معلما قبل أن يلتحق بمدرسة الحقوق العليا التي تخرج منها عام 1962.

## مساره المهني
انخرط في سلك المحاماة في أكتوبر 1962، وقد انتخب في الهيئة القومية للمحامين لعدة دورات، وكان من مؤسسي الجمعية التونسية للمحامين الشبان والرابطة التونسية للدفاع عن حقوق الإنسان. اشتهر بمرافعاته في القضايا السياسية وقضايا الرأي عامة.